# Eksploracja (słuchowisko)
Eksploracja – miniserial radiowy, słuchowisko Adama Kreczmara o kosmitach nawiedzających Ziemię. 
Słuchowisko łączy kilka innych cykli kabaretowych. Kosmici spotykają postaci:
- Pana Sułka – Kocham pana, panie Sułku  (Krzysztof Kowalewski)
- Majstra – Fachowcy (Stefan Friedmann)
- Starego prokuratora – Wspomnienia prokuratora (Henryk Borowski).

Kosmici to: 
- X – Piotr Fronczewski
- Y – Małgorzata Niemirska, później zastąpiona przez Joannę Sobieską.

Mają za zadanie eksplorować Ziemię. Opisują po kolei ludzi, samochody, miejsca. Wszystko w satyrycznej oprawie i mistrzowskim wykonaniu aktorskim.
Słuchowisko ma 10 kilkuminutowych odcinków. Ostatnio emitowane w audycji Powtórka z rozrywki w III Programie Polskiego Radia w marcu i kwietniu 2016 roku.